# Bacotoma
Bacotoma és un gènere d'arnes de la família Crambidae. La seva distribució va des de l'Índia i Sri Lanka fins a la Xina i el sud-est asiàtic, i a Austràlia.

## Taxonomia
- Bacotoma abjungalis (Walker, 1859)
- Bacotoma ampliatalis (Lederer, 1863)
- Bacotoma binotalis (Warren, 1896)
- Bacotoma camillusalis (Walker, 1859)
- Bacotoma cuprealis (Moore, 1877)
- Bacotoma hainanensis Yang, Ullah, Landry, Miller, Rosati & Zhang, 2019
- Bacotoma illatalis (Walker, 1866)
- Bacotoma oggalis (Swinhoe, 1906)
- Bacotoma poecilura (E. Hering, 1903)
- Bacotoma ptochura (Meyrick, 1894)
- Bacotoma violata (Fabricius, 1787)